# Die Nibelungen: Siegfried
Die Nibelungen: Siegfried is een Duitse speelfilm uit 1924 van regisseur Fritz Lang. Hetzelfde jaar maakte deze ook het vervolg: Die Nibelungen: Kriemhilds Rache.

## Verhaal
Die Nibelungen is een verfilming van de Noors-Germaanse Nibelungen saga over de held Siegfried die de draak doodt en de Nibelung Alberich overwint, waarmee hij diens schat en de mantel die onzichtbaar maakt verovert. Ook smeedt hij het mythische zwaard Balmung. Hij wil trouwen met zijn geliefde Kriemhilde en helpt haar broer koning Gunther in diens gevecht tegen de koningin van IJsland Brunhilde, waarbij de onzichtbaarheidsmantel goed van pas komt.

## Rolverdeling
| Acteur                  | Personage            |
| ----------------------- | -------------------- |
| Paul Richter            | Siegfried            |
| Margarete Schön         | Kriemhild            |
| Hans Adalbert Schlettow | Hagen van Tronje     |
| Theodor Loos            | Koning Gunther       |
| Hanna Ralph             | Brunhild             |
| Rudolf Klein-Rogge      | Koning Etzel         |
| Rudolf Rittner          | Rüdiger van Bechlarn |
| Bernhard Goetzke        | Volker van Alzey     |
| Gertrud Arnold          | Koningin Ute         |
| Hans Carl Müller        | Gerenot              |
| Erwin Biswanger         | Giselher             |